# Mangan(II) thiocyanat
Mangan(II) thiocyanat là một hợp chất vô cơ, một muối của kim loại mangan và axit thiocyanic có công thức hóa học Mn(SCN)2, tinh thể màu vàng, hòa tan trong nước, tạo thành tinh thể ngậm nước.

## Điều chế
- Phản ứng trao đổi của bari thiocyanat và mangan(II) sunfat sẽ dễ dàng tạo ra muối:

{\displaystyle {\mathsf {MnSO_{4}+Ba(SCN)_{2}\ \xrightarrow {} \ Mn(SCN)_{2}+BaSO_{4}\downarrow }}}
- Hoặc cho axit thiocyanic tác dụng với mangan(II) cacbonat sẽ tạo ra tetrahydrat:[1]

{\displaystyle {\mathsf {MnCO_{3}+2HSCN\ \xrightarrow {} \ Mn(SCN)_{2}+CO_{2}\uparrow +H_{2}O}}}
- Muối khan thu được bằng cách khử hydrat kết tinh khi đun nóng:[1]

{\displaystyle {\mathsf {Mn(SCN)_{2}\cdot 4H_{2}O\ {\xrightarrow[{-H_{2}O}]{T}}\ Mn(SCN)_{2}\cdot 3H_{2}O\ {\xrightarrow[{-H_{2}O}]{T}}\ Mn(SCN)_{2}\cdot 2H_{2}O\ {\xrightarrow[{-2H_{2}O}]{100^{o}C}}\ Mn(SCN)_{2}}}}

## Tính chất vật lý
Mangan(II) thiocyanat tạo thành các tinh thể màu vàng, tan trong nước.
Nó tạo thành các tinh thể ngậm nước Mn(SCN)2·nH2O, trong đó n = 2, 3, 4.
Tetrahydrat Mn(SCN)2·4H2O có các hằng số a = 0,7827 nm, b = 0,9208 nm, c = 0,7456 nm, α = 90°, β = 112,57°, γ = 90°.

## Tính chất hóa học
- Muối khan bị phân hủy khi đun nóng:

{\displaystyle {\mathsf {3Mn(SCN)_{2}\ \xrightarrow {T} \ Mn_{3}C+(CN)_{2}+3CS_{2}+2N_{2}}}}
- Nó có thể tạo phức MxMn(SCN)x + 2, với x = 1, 2, 3, 4.

## Hợp chất khác
Mn(SCN)2 còn tạo một số hợp chất với NH3, như Mn(SCN)2·4NH3 là chất rắn màu vàng.
Mn(SCN)2 còn tạo một số hợp chất với N2H4, như Mn(SCN)2·2N2H4 là tinh thể màu trắng, bị phân hủy khi gặp nước lạnh hoặc dung dịch amonia, tạo ra mangan(III) hydroxide. Nó hòa tan trong axit.
Mn(SCN)2 còn tạo một số hợp chất với CO(NH2)2, như Mn(SCN)2·4CO(NH2)2 hay Mn(SCN)2·8CO(NH2)2 đều là tinh thể không màu.
Mn(SCN)2 còn tạo một số hợp chất với CON4H6, như Mn(SCN)2·2CON4H6 là tinh thể trắng, nóng chảy ở 181–182 °C (358–360 °F; 454–455 K).
Mn(SCN)2 còn tạo một số hợp chất với CS(NH2)2, như Mn(SCN)2·2CS(NH2)2 là tinh thể kim dài màu hoa hồng nhạt. Phức isothiocyanat có màu vàng nhạt-trắng.